# Giancarlo Giojelli
Giancarlo Giojelli (Milano, 1º aprile 1956) è un giornalista italiano.

## Biografia
Giornalista, inviato di guerra, corrispondente, vicedirettore e direttore per tg, speciali televisivi, quotidiani e periodici, autore di programmi tv e libri di inchiesta. Giancarlo Giojelli ha lavorato in Rai, Mediaset e LA7, il Giornale e Avvenire. In Rai è stato capo sede e corrispondente a Gerusalemme, ha coperto le sedi di Mosca e Istanbul, responsabile delle redazioni di Milano e Genova, direttore e vicedirettore di Rai News, TGR e Rai International, autore di programmi per Rai Uno e Rai Due, inviato di esteri su diversi fronti di guerra e vaticanista. Ha ricoperto anche l'incarico di vicedirettore al TG5, al TG di LA7 e MTV. Ha scritto libri di inchiesta su guerre dimenticate, immigrazione, schiavitù, nuove povertà. Ha insegnato giornalismo all'Università Cattolica del Sacro Cuore, alla Unitre di Roma, alla Scuola di giornalismo radiotelevisivo di Perugia. Ha lasciato la Rai nel maggio 2023 per raggiunti limiti di età. Attualmente collabora come editorialista con la rivista Tempi, testata on line e rivista mensile di ispirazione cattolica, per la quale segue in particolare il Medio Oriente. Partecipa come ospite a programmi televisivi e radiofonici. 
Laureato in lettere moderne con una tesi sulla drammaturgia di Giovanni Testori, nel 1980 diventa praticante e poi professionista a il Giornale, diretto da Indro Montanelli, dopo quattro anni di lavoro precario iniziato nel 1976 in alcune radio e tv private (Radio Supermilano, Radio Montestella, Telemontecarlo) e di collaborazione con quotidiani, settimanali e riviste di cultura (Avvenire, Il Cittadino, L'Ordine, Il Sabato, Vita e pensiero, Tracce), per i quali segue eventi come il terremoto del Friuli, il grave inquinamento da diossina di Seveso, i primi attentati degli anni di piombo, gli scontri di piazza a Milano, Roma e Bologna nel 1977, il caso Moro. Viene assunto a il Giornale da Indro Montanelli dopo aver realizzato, primo in Italia, una intervista con Madre Teresa di Calcutta. Due anni dopo (1982) è caposervizio interni ad Avvenire, poi viene assunto alla Rai di Milano, dove percorre tutta la carriera interna (conduttore del TG, inviato, caposervizio, vicecaporedattore e infine caporedattore centrale responsabile della redazione per la Lombardia). Inoltre dall'85 al '94 è inviato per i programmi di Enzo Biagi e gli speciali del TG1 e del TG2. Nel 1993 e 1994 lavora tra Roma e Milano, con numerosi viaggi all'estero, come capo redattore centrale a Rai Uno: è autore e curatore di diversi programmi di attualità, tra i quali Le inchieste di Enzo Biagi, Processo al processo e Il Fatto di Enzo Biagi, collaborando con Franco Iseppi, Nino Criscenti, Ennio Chiodi e Marco Varvello. 
Nel 1996 viene nominato vicedirettore della TGR, la testata per l'informazione regionale della Rai, con delega per le sedi del Nord Italia. Nel 1997 passa a Mediaset, dove è vicedirettore del TG5, capo della redazione milanese e curatore dei programmi Metropolitan e Verissimo. Dopo un breve passaggio a LA7 come vicedirettore del Tg e dell'informazione di MTV, torna in Rai nel 2002 dapprima come caporedattore per i programmi di informazione di Rai 2, dove con Daniele Renzoni lavora come inviato al nuovo format Magazine sul 2 ed è vicedirettore di Rai International con delega per l'informazione televisiva e radiofonica. Dopo la chiusura di Rai International è responsabile della redazione Rai per la Liguria, dove avvia il progetto di TG itinerante. È stato autore di numerosi reportage e programmi di approfondimento in America, in Medio Oriente, in Africa, in Estremo Oriente ed in tutta Europa. Ha seguito le guerre nei Balcani, in Libano e Israele, nell'Africa subsahariana ed in Afghanistan.
Dalle sue esperienze giornalistiche ha tratto cinque libri di inchiesta pubblicati da Piemme: Islam contro cristianesimo, Le guerre dimenticate, Gli schiavi invisibili e, con Giampiero Beltotto, I nuovi poveri e Farmacopoli. Per Guaraldi ha scritto un romanzo: Attentato alla Sindone. Per Gaffi ha curato nel 2010, l'inchiesta sul testamento biologico, colloquio tra Antonio Del Pennino e Daniele Merlo, con una intervista al cardinal Carlo Maria Martini dal titolo Di che vita morire.
Il 18 dicembre 2014 Monica Maggioni, lo richiama a Roma come nuovo vicedirettore di Rai News 24, in sostituzione di Marco Franzelli, passato a Rai Sport.
Dal 5 novembre 2015 al 3 febbraio 2016 Giojelli è stato direttore ad interim di Rai News, succedendo a Mirella Marzoli. Nel 2017 ha coperto le sedi Rai di Gerusalemme, Mosca ed Istanbul. Dal settembre 2017 è tornato ad esercitare le funzioni di vicedirettore di Rai News 24, sotto la direzione di Antonio Di Bella. Nell'ottobre del 2020 cambia la direzione della testata all news: Andrea Vianello sostituisce Di Bella che va New York e Giojelli ritorna all' incarico di inviato speciale. Per alcuni mesi ricopre il ruolo di vaticanista, ai primi di agosto 2021 è capo sede a Gerusalemme e corrispondente per il Medio Oriente.
È sposato con la giornalista del Tg2 Stefania Zane, inviata di esteri, vaticanista e conduttrice della edizione delle 13.